# 張景芬

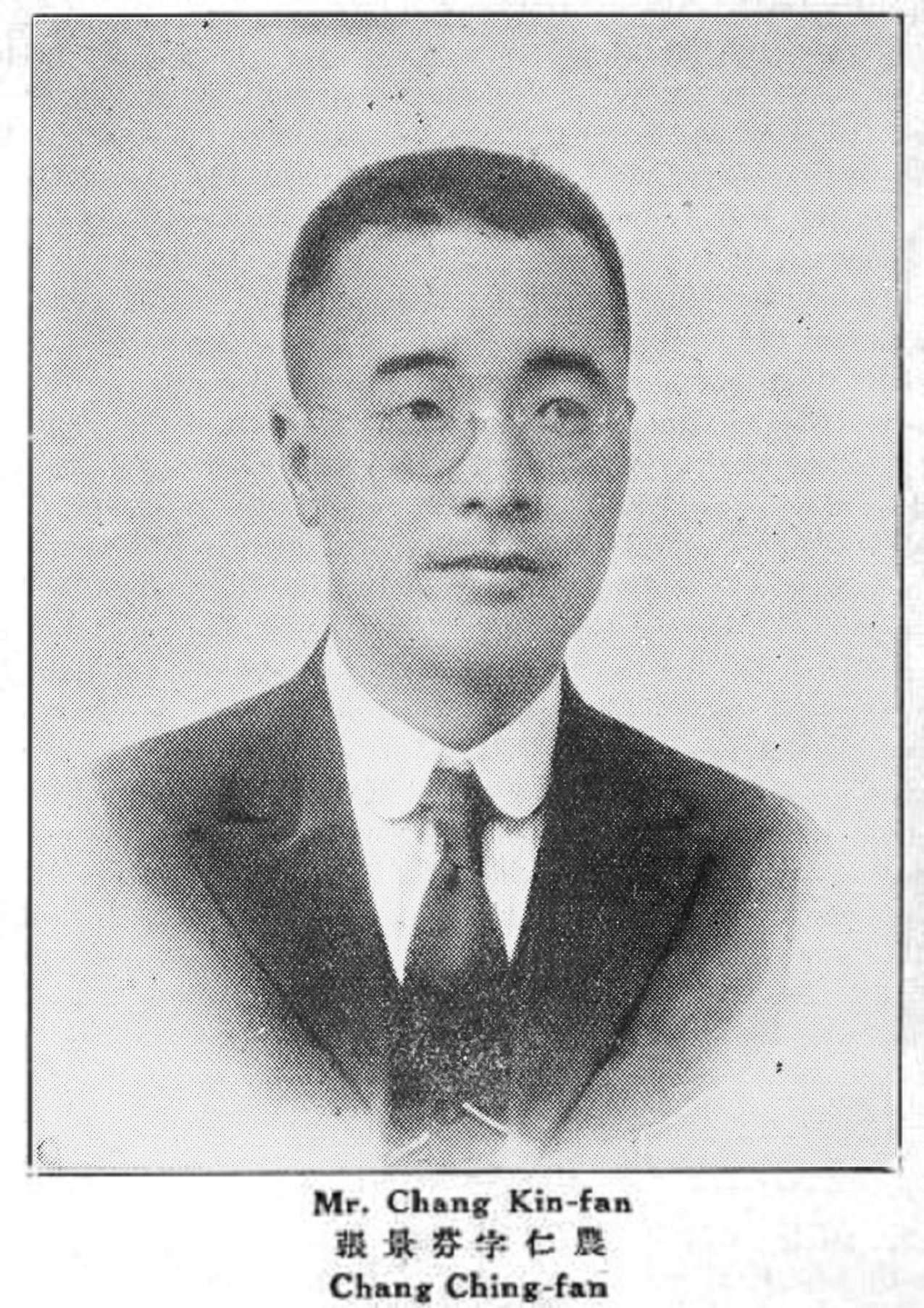

张景芬（1890年—？），字仁农，自署岭东，广东大埔人。中国工程师。

## 生平
宣统三年（1911年）官费留学美国，获美国理海大学矿业工程师学位。回国后，历任潮州轻便铁道局工程测量师，秦皇岛柳江煤矿公司经理兼总工程师，国民政府建设委员会专门委员。

## 延伸阅读
[在维基数据编辑]
 《游美同學錄·張景芬》，出自《游美同學錄》